# 溫世仁
溫世仁（1948年1月21日—2003年12月7日），生於台灣台北市，企業家與武俠小說作家，為金寶電子創辦人，曾任英業達集團總經理與副董事長。曾獲救國團青年獎章。

## 生平
溫世仁父親開設水電行。
1972年，就讀台灣大學電機研究所時，與林百里自行組裝出台灣第一台個人電腦，獲時任行政院長蔣經國的獎勵，與林百里同時獲頒第一屆青年獎章。24歲，取得台大電機碩士學位。因為父親承包三德集團的大樓水電工程，在三德集團投資三愛電子（Santron）時，成為廠長，生產出台灣第一個電子計算機。26歲時已經去過43個國家推銷產品。
三愛電子最初以生產音響設備為主，溫世仁與林百里設計出第一款電子計算機。電子計算機推出後銷售狀況極佳，為公司賺入一間新廠房，溫世仁等人主張公司應改以電子資訊設備為主力，而當時董事長高琮富希望繼續以音響設備為主。因為意見不同，1973年4月26日，溫世仁、姚四川、林百里、梁次震、周永嘉與江英村六人離開三愛電子，創辦金寶電子，溫世仁任總經理。
1980年，自金寶電子離職，赴日本學習日文。經葉國一邀請，於半年後進入英業達，任廠長、常務董事，參與內部組織變革與策略變更。36歲任英業達集團總經理。40歲出任英業達副董事長。50歲創設明日工作室，實現推廣創作的夢想。
55歲腦幹出血於2003年12月7日逝世。為了紀念他，其創辦的明日工作室定期舉辦溫世仁武俠小說大獎，其妻子呂來春為紀念其在公益上的志業，創立「財團法人溫世仁文教基金會」。

## 寫作生涯
2003年开始创作长篇武侠小说《秦时明月》（遗作，相声瓦舍续写，明日工作室出版），杭州玄机科技信息技术有限公司将其初稿改编为动画播出后，在中国大陆引起巨大反响。2009年，其生前創辦的明日工作室因周轉不靈而放棄自己的系列電腦遊戲作品《虛擬人生》，轉交娛樂通負責。2014年底正式收起出版工作。

## 家庭
其妻呂來春，兩人在教會認識。婚後生有二子。

## 其他
歿後曾爆發疑似與廖女婚外所生之女兒之事。2007年其血緣關係經DNA比對結果證實與溫世仁並無親子關係，由士林地院審理判決。
國立中央大學鹿林天文台於2006年5月22日發現的小行星145545以他的名字命名。

## 外部連結
- 財團法人溫世仁文教基金會 （页面存档备份，存于）